# Леший (фильм, 1998)
«Леший» (англ. Gingerbread Man, букв. Пряничный человечек) — американский юридический триллер 1998 года, снятый Робертом Олтменом, по неопубликованному роману Джона Гришема. В фильме снимались Кеннет Брана, Эмбет Дэвидц, Роберт Дауни-младший, Том Беренджер, Дэрил Ханна, Фамке Янссен и Роберт Дюваль.

## Сюжет
Рик Магрудер (Кеннет Брана) — разведённый адвокат с безупречной репутацией. На вечеринке по случаю успешно завершенного дела он знакомится с официанткой Мэллори Досс (Эмбет Дэвидц). Рик помогает ей избавиться от жестокого отца, но не догадывается к каким страшным последствиям это приведёт.

## В ролях
- Кеннет Брана — Рик Магрудер
- Эмбет Дэвидц — Мэллори Досс
- Роберт Дауни-младший — Клайд Пелл
- Том Беренджер — Пит Рэндл
- Дэрил Ханна — Лоис Харлан
- Роберт Дюваль — Диксон Досс
- Фамке Янссен — Лианна Магрудер
- Джесси Джеймс — Джефф Магрудер
- Мэй Уитман — Либби Магрудер
- Уилбур Фицджеральд — судья Руссо

## Производство
В основе сценария — неопубликованный роман Джона Гришэма, который впоследствии был адаптирован в виде сценария. Кеннету Бране понравился сюжет, и он согласился сниматься в фильме, но только в том случае, если режиссёром станет Роберт Олтмен.
Заняв режиссёрское кресло, Олтмен значительно переработал сценарий и изменил место действия на Саванну, штат Джорджия, добавив угрозу урагана в сюжет. При создании фильма режиссёр вдохновлялся фильмом 1955 года «Ночь охотника».
Помимо фильма «Любовный треугольник», который также был снят в 1997 году, этот фильм стал первой актёрской работой Роберта Дауни-младшего после ареста в 1996 году. Говорят, что Дауни-младший «даже не читал сценарий», когда согласился на роль.

## Восприятие
В San Francisco Chronicle Мик Ласалл пишет: «Если бы не особый почерк Олтмена, „Леший“ был бы посредственным триллером. Но, даже с режиссурой Олтмена, это не более чем первоклассный жанровый фильм».
Джонатан Розенбаум в своей рецензии для Chicago Reader критиковал фильм за то, что роли Тома Беренджера, Роберта Дауни-младшего и Роберта Дюваля были слишком малы. Фильм получился неубедительным, а стили Олтмана и Гришэма не сочетались. Розенбаум писал о неудовлетворительных результатах пробных показов, что заставило продюсеров выпустить оригинальную версию фильма после пересъёмки вопреки желанию Олтмена.
В настоящее время фильм имеет рейтинг 59 % на Rotten Tomatoes на основе 44 отзывов.